# Georges Charpentier
Georges Charpentier (22 dicembre 1846 – 15 novembre 1905) è stato un editore e collezionista d'arte francese.
Divenne noto per essere stato promotore ed editore di numerosi scrittori naturalisti, in particolare Émile Zola, Gustave Flaubert e Guy de Maupassant; sostenne anche i pittori impressionisti e insieme a sua moglie, Marguerite Charpentier, costruì una piccola ma significativa collezione d'arte.

## Biografia

### Editore
Nel 1872, dopo aver trascorso qualche anno come giornalista, subentrò al padre Gervais, libraio e editore, nella gestione della casa editrice, la Bibliothèque Charpentier, e iniziò a pubblicare autori contemporanei avventurosi, in particolare quelli noti come sostenitori del naturalismo. Oltre a Zola, Flaubert e de Maupassant, la lista comprendeva Joris-Karl Huysmans, Edmond de Goncourt e (a partire dai tempi di suo padre) Théophile Gautier.
Nel 1876 creò la Petite Bibliothèque Charpentier, una linea di edizioni economiche illustrate con incisioni destinate ai bibliofili.
Nonostante il successo dei libri di Zola e Flaubert a metà degli anni 1870, l'azienda di Charpentier incontrò difficoltà finanziarie. Questo stato di cose peggiorò quando Charpentier lanciò un nuovo giornale illustrato, La Vie moderne (1879-1883) con Émile Bergerat come caporedattore e Pierre-Auguste Renoir come uno degli illustratori. Tra il 1883 e il 1884, Charles Marpon e Ernest Flammarion acquisirono tre quarti dell'azienda. Con l'avvento di ulteriori cambi di proprietà nel decennio successivo, le pubblicazioni dell'azienda diminuirono di numero e gli autori passarono ad altri editori.

### Collezionista d'arte

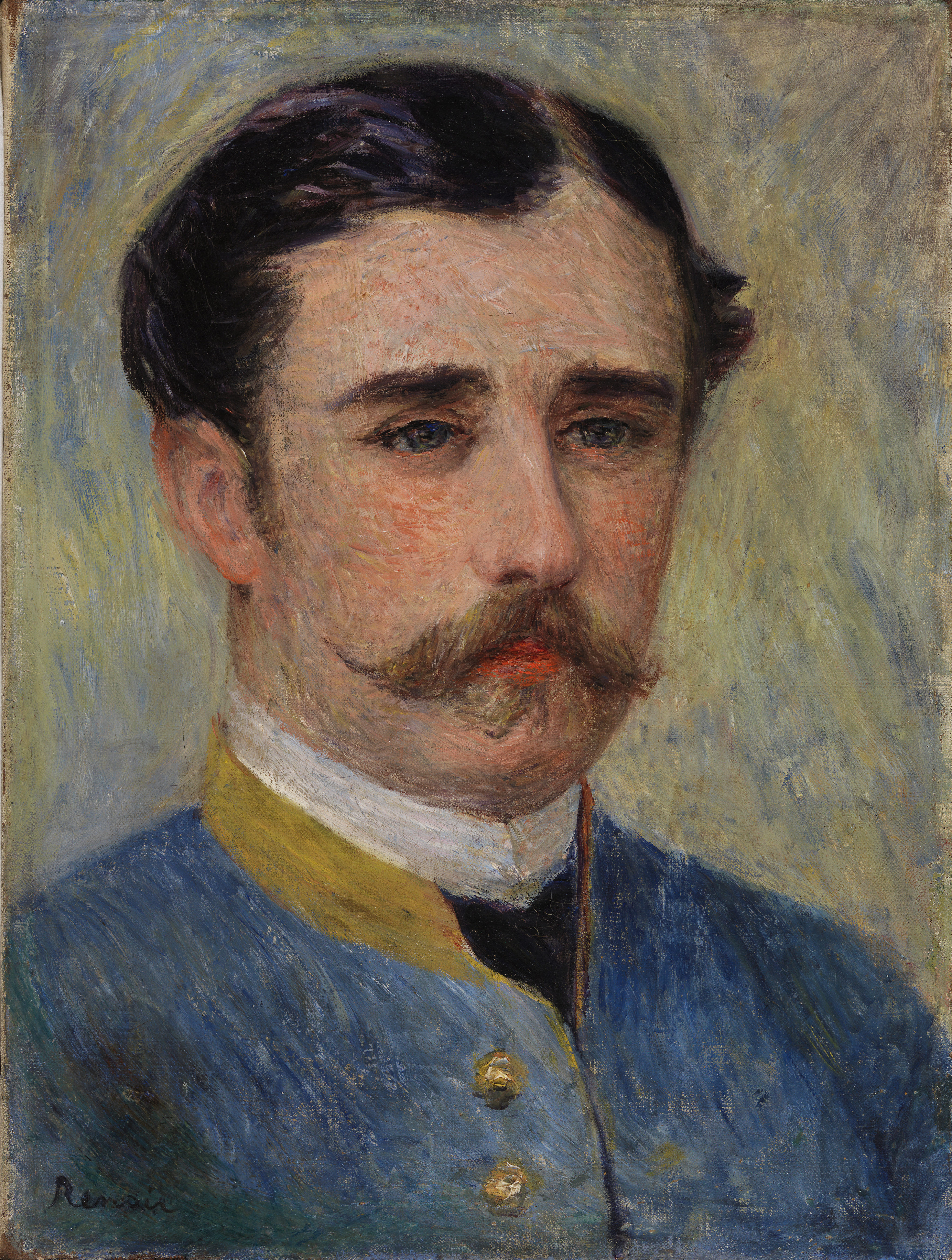
Pierre-Auguste Renoir, Ritratto di un uomo (Monsieur Charpentier), 1878.

I salotti della moglie di Charpentier, Marguerite, al venerdì attiravano a casa sua scrittori, artisti, attori, musicisti e politici. I Charpentier erano sostenitori dell'impressionismo e iniziarono a comprare dipinti impressionisti a metà degli anni 1870.  Commissionarono una serie di commissioni di ritratti a Renoir, che nel corso di un decennio dipinse tutti i membri della famiglia. Il ritratto che fece a Georges nel 1878, Ritratto di un uomo (Monsieur Charpentier),  è nella collezione della Barnes Foundation.